# Avortement en Italie
L'avortement en Italie est légal depuis 1978 à la suite de la loi 194 jusqu'à 12 semaines de grossesse, et jusqu'à 5 mois en cas d'interruption médicale de grossesse.

## Histoire
La loi 194 adoptée en 1978 autorise l'avortement.

## Législation
Jusqu'à 90 jours de grossesse, l'avortement est autorisé pour les femmes dont la santé physique ou mentale serait mise en danger. La personne qui souhaite avorter doit se tourner vers le médecin de son choix, dans un centre public de conseil ou dans une agence médico-sociale. Après 90 jours de grossesse, l'avortement n'est plus qu'autorisé en cas de menace sérieuse pour la vie de la femme ou lorsque des anomalies détectées chez le fœtus la mettent en danger.
Pour des associations religieuses, la loi 194/78 ne garantit pas le droit à l'interruption de grossesse, mais constitue une décriminalisation partielle.

## Clause de conscience
Le recours à la clause de conscience par le personnel médical est particulièrement répandu en Italie. 70 % des médecins italiens sont objecteurs de conscience, et ce pourcentage atteint 90 % dans certaines régions,.
De nombreuses femmes sont obligées de faire appel à plusieurs établissements, ce qui accentue encore les difficultés d'accès à l'avortement pendant la pandémie de Covid-19 en Italie où des mesures limitant les déplacements sont prises et où de nombreux services de gynécologie sont réaffectés.

## Statistiques
En 2016, 84 926 interruptions de grossesse sont pratiquées en Italie. Le plus haut nombre d'IVG réalisé en une année s'élève à 234 801 en 1982.